# Щипска афера
Щипската, или Новоселска афера, е провал на ВМОРО от 1899 година.
Аферата избухва едновременно с Валандовската след като четникът Александър Малинов е случайно открит в щипската махала Ново село. Малинов започва сражение с обградилата го войска и убива 16 турци. В резултат властите започват арести и мъчения. Вследствие на аферата са арестувани 21 души, 2 са убити, 14 осъдени, а хазайката на Малинов полудява.